# Bergues
Bergues (in olandese Sint-Winoksbergen, in fiammingo Bergn) è un comune francese di 3 889 abitanti situato nel dipartimento del Nord nella regione dell'Alta Francia, reso famoso dal film Giù al Nord.
I suoi abitanti sono chiamati Berguois o familiarmente Berguenards.

## Storia
Sull'altura detta Groenberg (collina verde) si trovano i resti dell'Abbazia di Sant Winoc, distrutta durante la Rivoluzione francese. La demolizione coinvolse anche la torre bianca, un campanile dell'abbazia da secoli punto di riferimento per l'avvicinamento delle navi al porto di Dunkerque. Fu necessario perciò ricostruire in fretta una struttura facilmente identificabile, anche se di nessun interesse architettonico che fu detta la tour Pointue. Il nucleo urbano e l'altura dell'abbazia furono inclusi tra i punti strategici fortificati del Pré carré progettato da Vauban. Le fortificazioni, di eccezionale sviluppo, non poterono essere riscattate dalla municipalità quando, alla fine del XIX secolo, furono declassate, e conseguentemente, restate di proprietà demaniale, si sono integralmente conservate, costituendo un complesso di grande interesse.
Bergues fu devastata dai bombardamenti nella prima guerra mondiale, e di nuovo nel 1940 durante la battaglia di Dunkerque: l'80% della cittadina è stata distrutta durante la seconda guerra mondiale.

## Geografia fisica

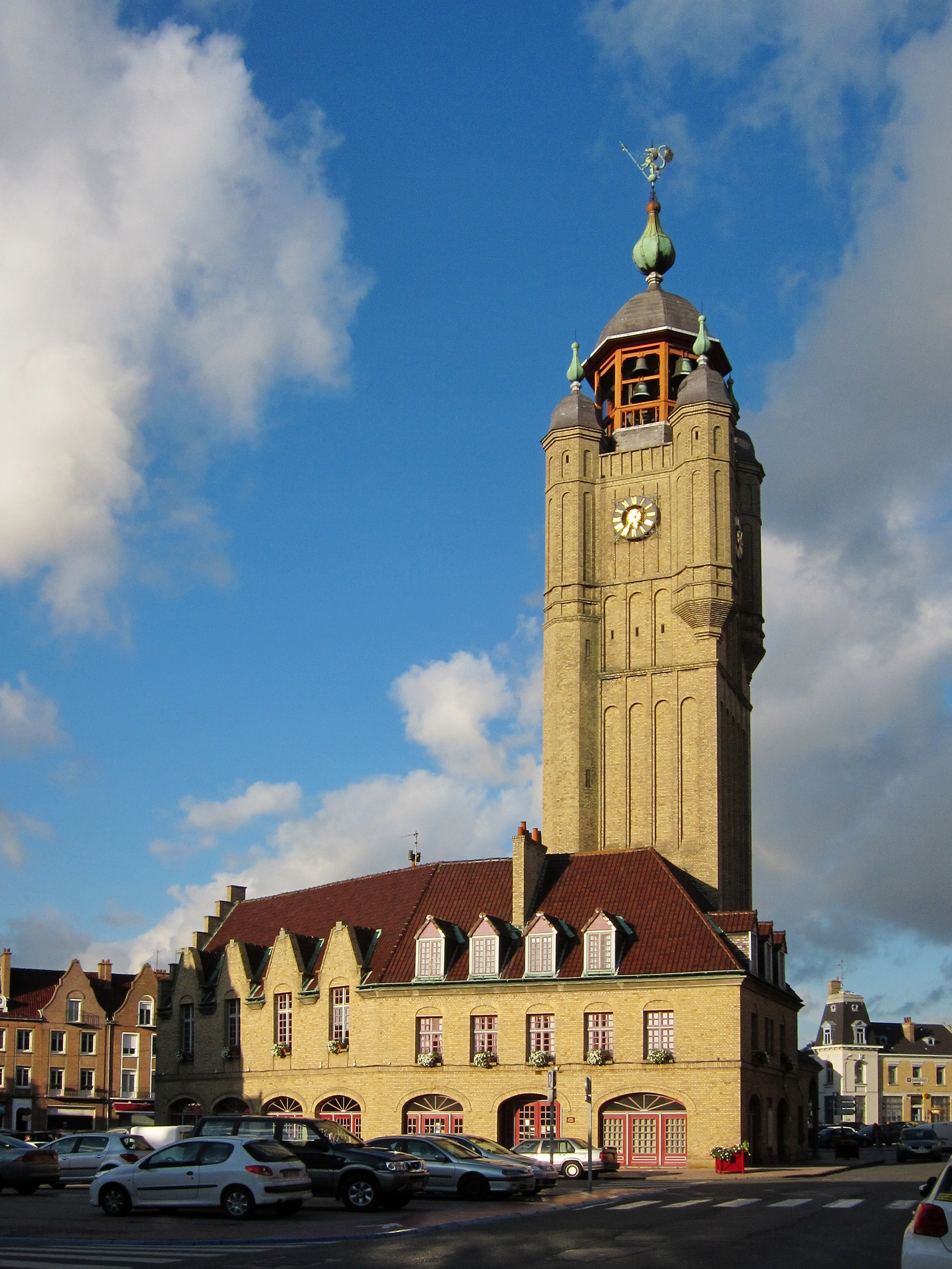
Il campanile di Bergues

Bergues si trova nel Blootland, regione naturale della Francia, a circa 10 chilometri a sud di Dunkerque.
Bergues è attraversata dal canale de la Colme che parte da Watten e arriva a Furnes.

## Monumenti e luoghi d'interesse
- Il campanile (Le beffroi) è l'attrazione più famosa della città. Iniziato nel XIII secolo fu costruito dopo l'invasione francese nel 1383 e ancora nel XVI secolo, e restaurato nel corso del XIX secolo. Danneggiato da un incendio nel 1940 e distrutto da dinamite nel 1944, ne rimase solo la metà e da quella fu restaurato e ricostruito nel 1961. È stato classificato come monumento storico nel 2004 come uno dei Campanili di Belgio e Francia, dichiarato Patrimonio dell'umanità il 16 luglio 2005. Il carillon di 50 campane suona per il mercato del lunedì e in altre festività.
- I bastioni, 5.300 metri, sono in parte medievali e in parte costruita da Vauban.
- L'abbazia di Saint Winoc distrutta nel 1789, ne rimangono solo alcune parti: la porta di marmo e due torri.
- L'église Saint Martin
- La Biblioteca dell'antica abbazia di Saint Winoc che raggruppa 72 manoscritti datati dal XII al XIV secolo, 12 incunaboli e 6980 volumi a stampa. Questa è situata dentro il municipio.
- Questa città possiede più entrate: la Porte de Cassel, la Porte d'Hondschoote, la Porte de Dunkerque, la Porte de Bierne et la Porte aux Boules. Tutte queste porte sono classificate monumenti storici. Ecco le fotografie di alcune porte:

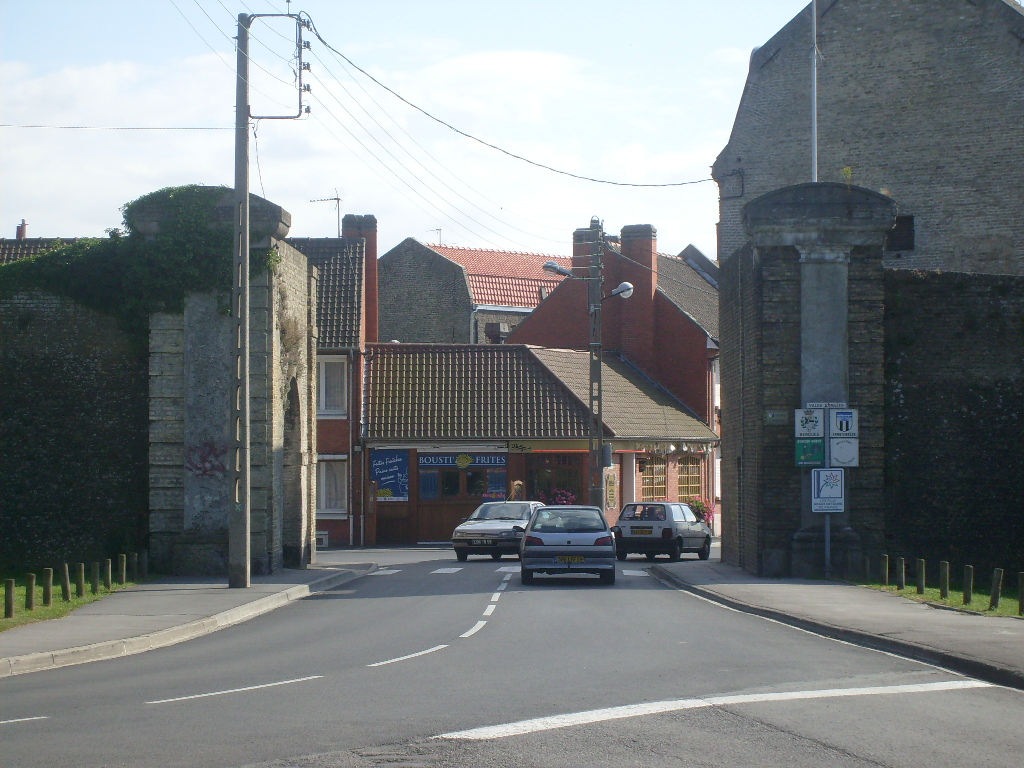
Porte d'Hondschoote
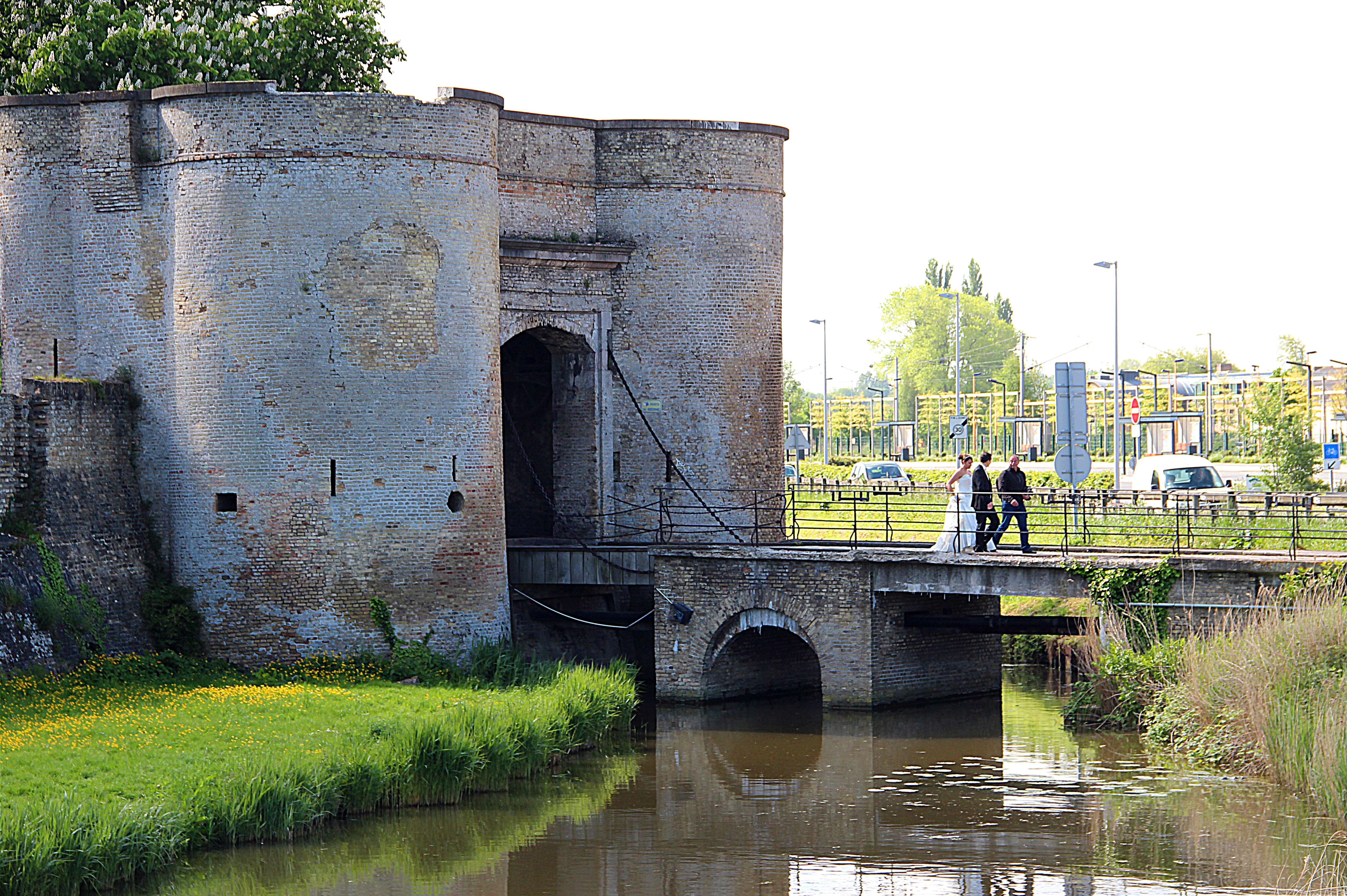
Porte de Bierne
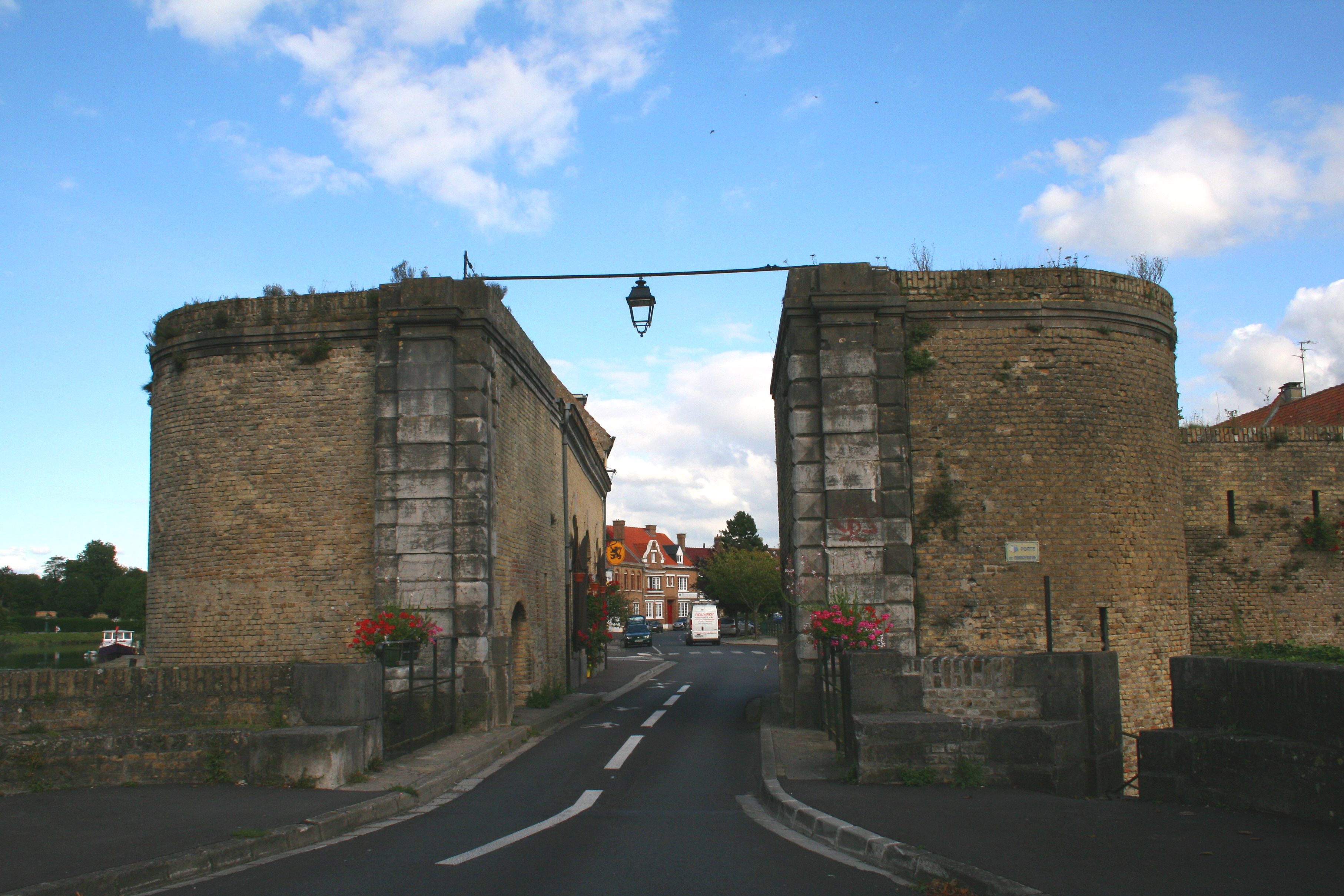
Porte de Dunkerque
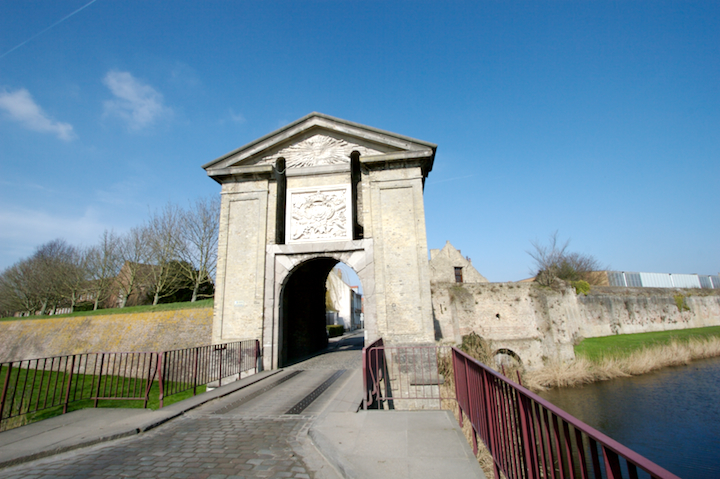
Porte de Cassel
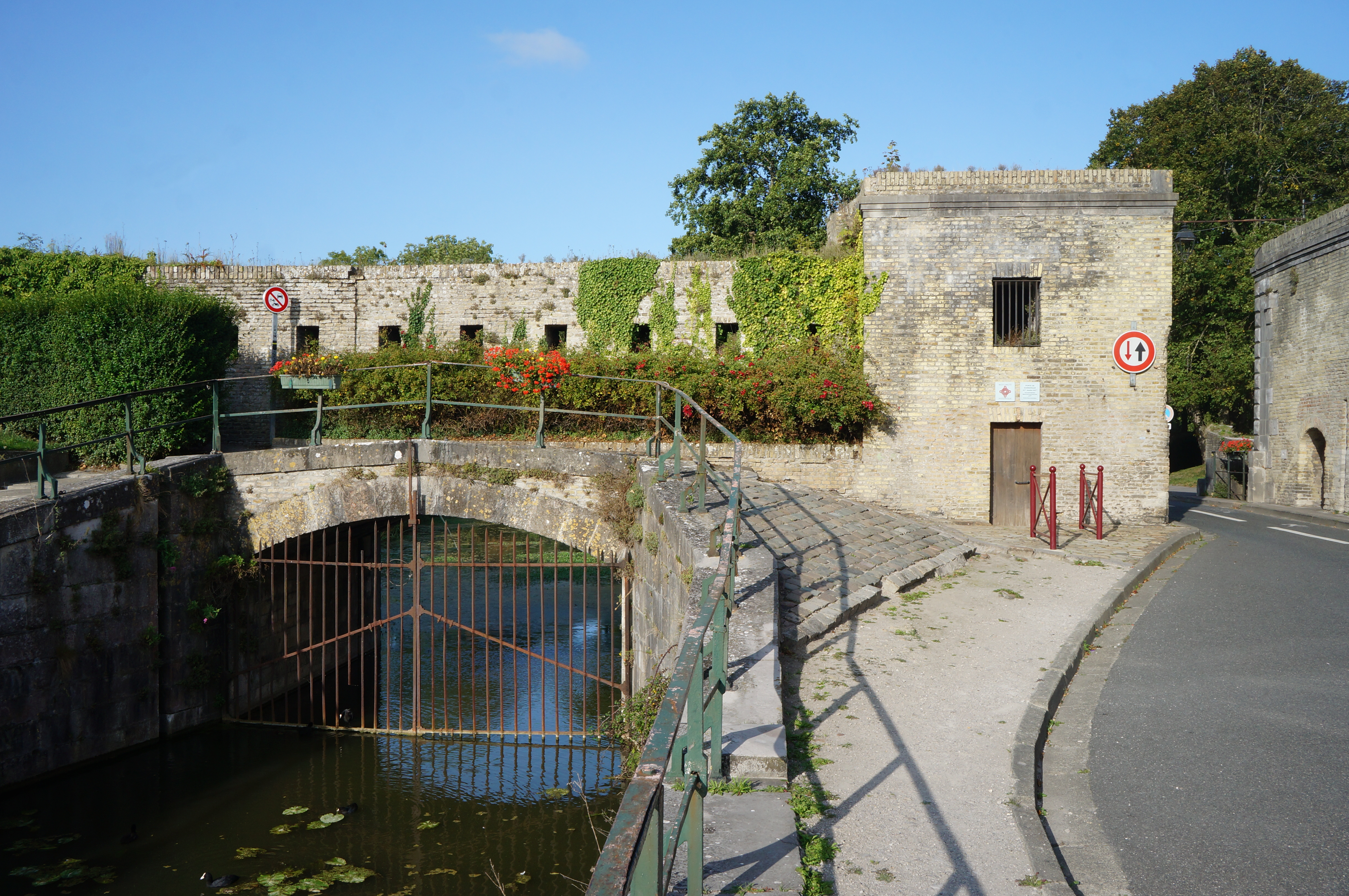
Corpo di guardia Porte de Dunkerque
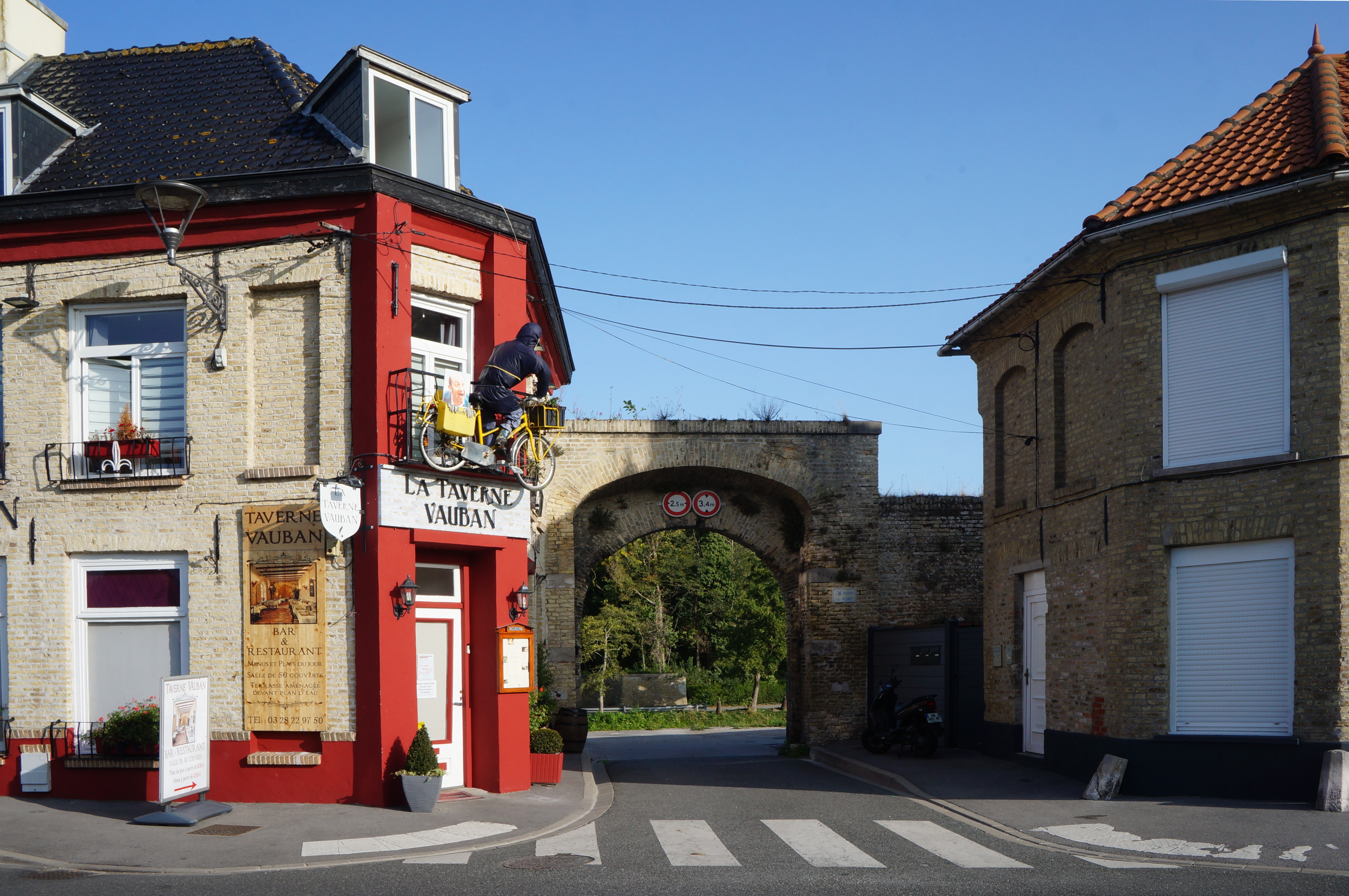
Taverne 'Vauban' e Porte du Port

## Società

### Evoluzione demografica
Abitanti censiti

## Cultura

### Media
Nel 2008 Bergues ha ottenuto una notevole popolarità grazie all'uscita nelle sale francesi del film Giù al Nord che ha avuto un enorme successo ed è stato quasi interamente girato proprio a Bergues e dintorni.
Dopo il successo di questo film, Bergues è diventato un luogo turistico dove la gente va per visitare il campanile, la posta e gli altri luoghi di ripresa.

### Cucina

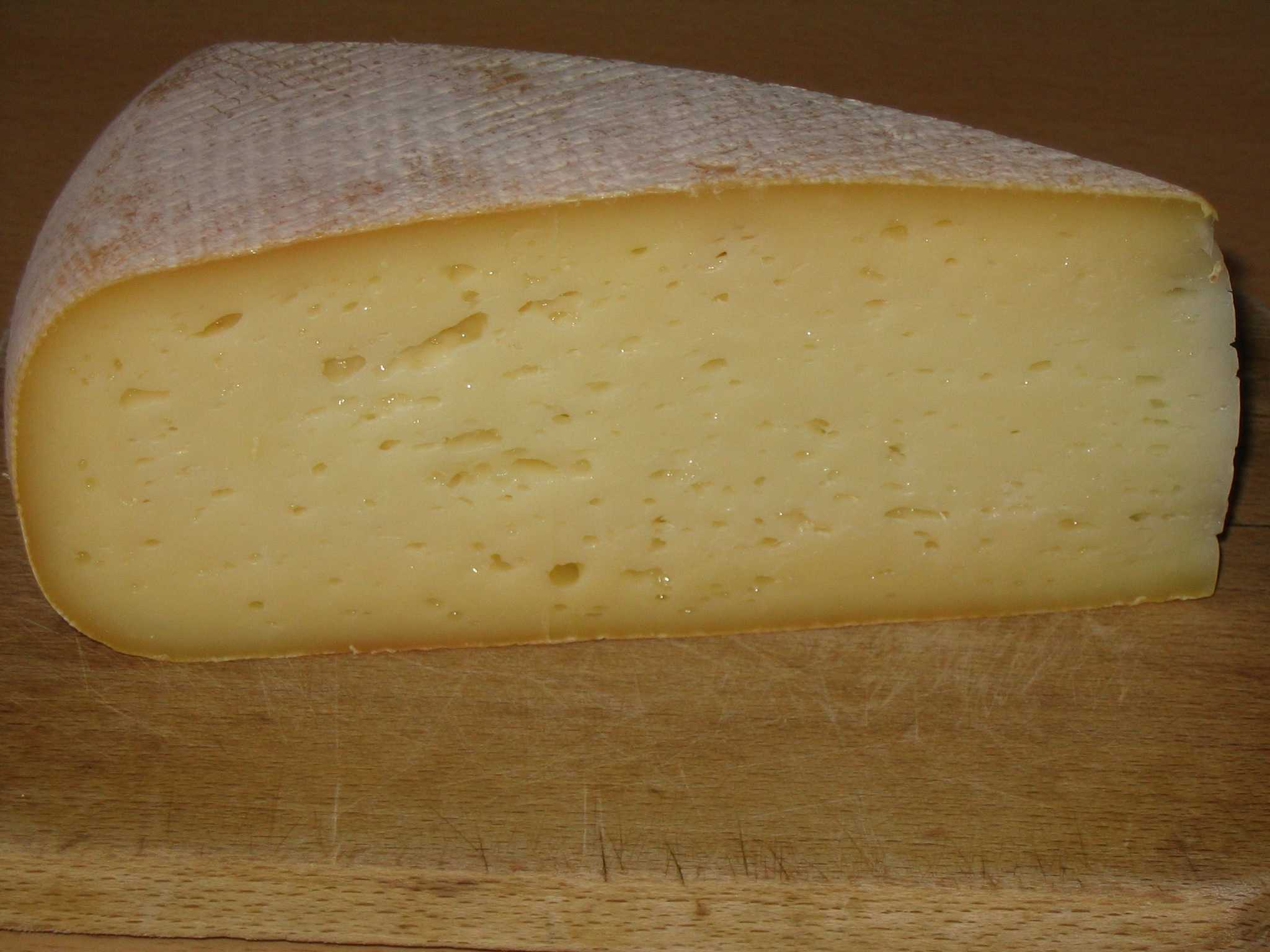
Il Bergues

Il Bergues è un formaggio prodotto in alcuni allevamenti nelle vicinanze di Bergues. Il diametro è di circa 20 centimetri, fatto con latte crudo parzialmente scremato.
La stagionatura, che dura minimo quattro settimane, si effettua in cantine dove le forme vengono lavate con della birra, ogni giorno.
Ha un aspetto gessoso e un forte odore che lo caratterizza. È relativamente basso di grassi (20-25%).

## Amministrazione

### Gemellaggi
- Erndtebrück - Germania

## Galleria d'immagini

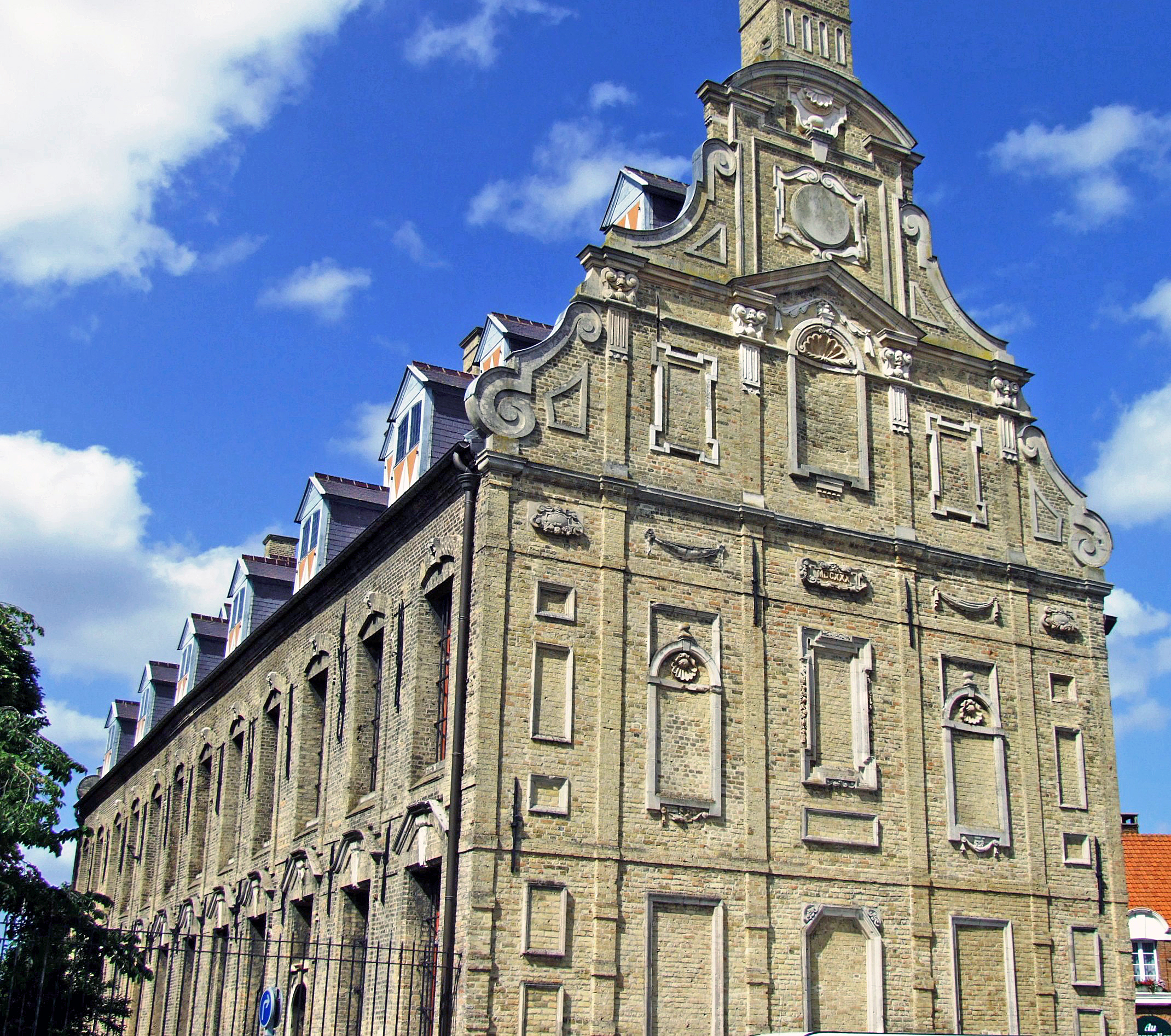
Il Monte di Pietà.
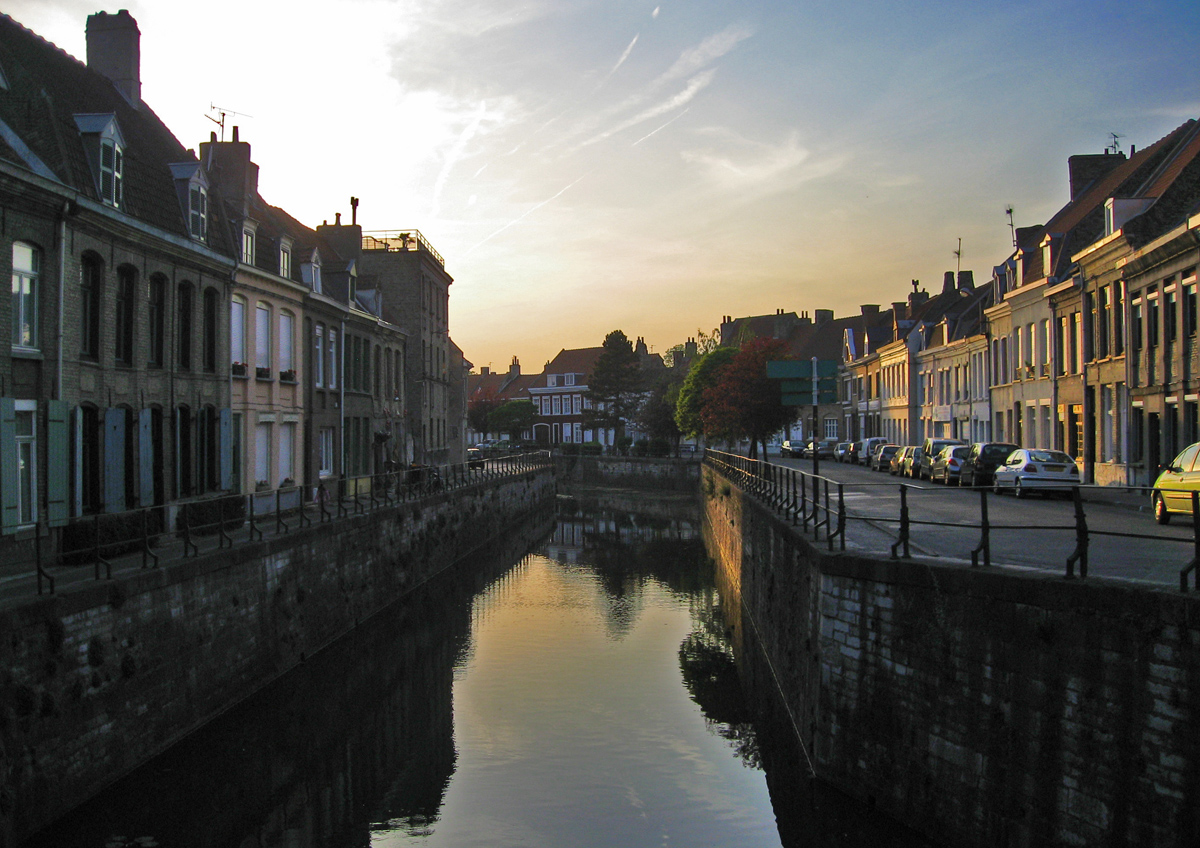
Un canale.
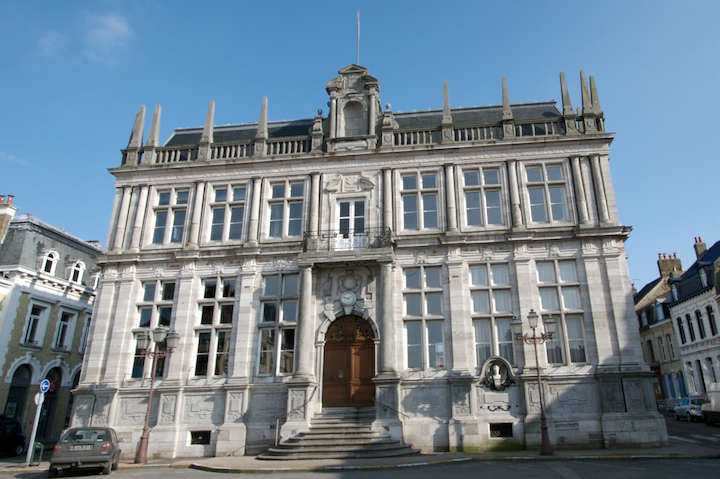
L'hôtel de ville fu ricostruito nel 1871. Si trovano sulla facciata le armi di Filippo IV di Spagna.
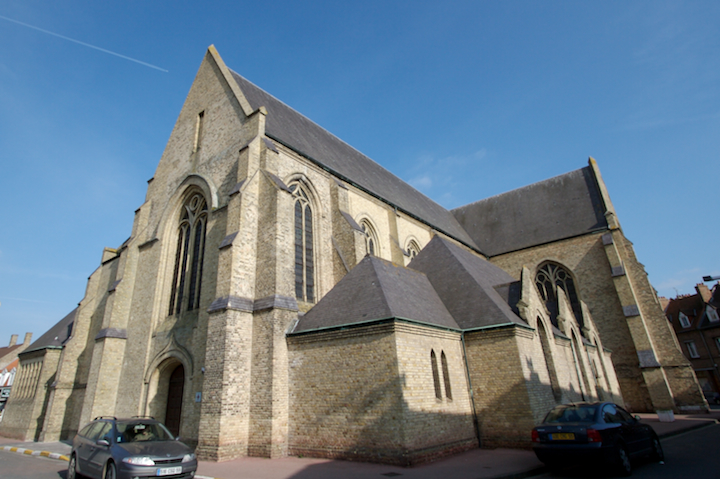
L'église Saint Martin.
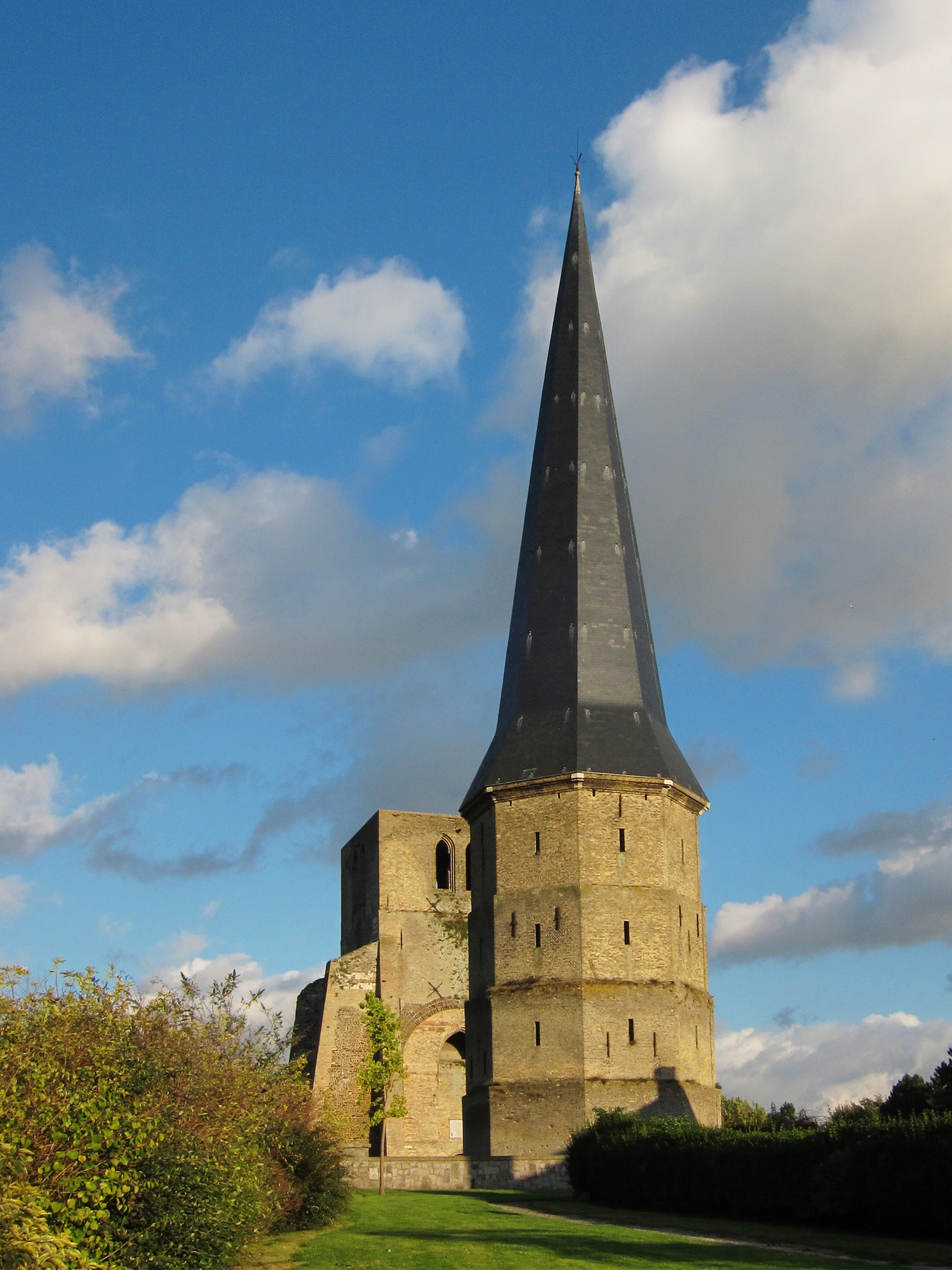
L'abbazia di Saint-Winoc.
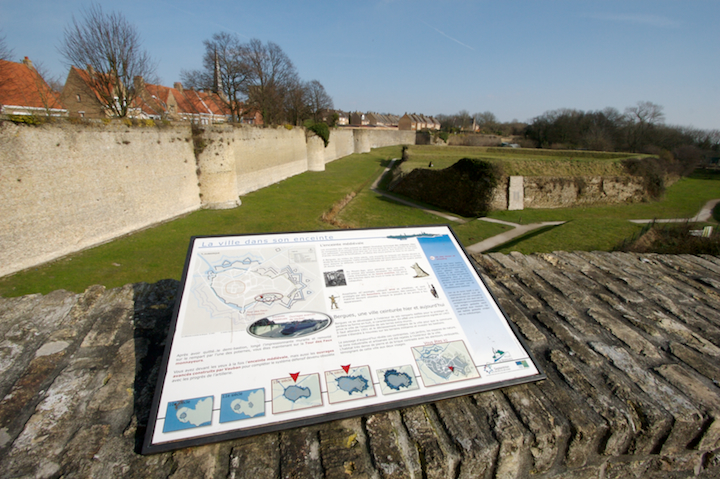
I bastioni.